# Древесно-стружечная плита

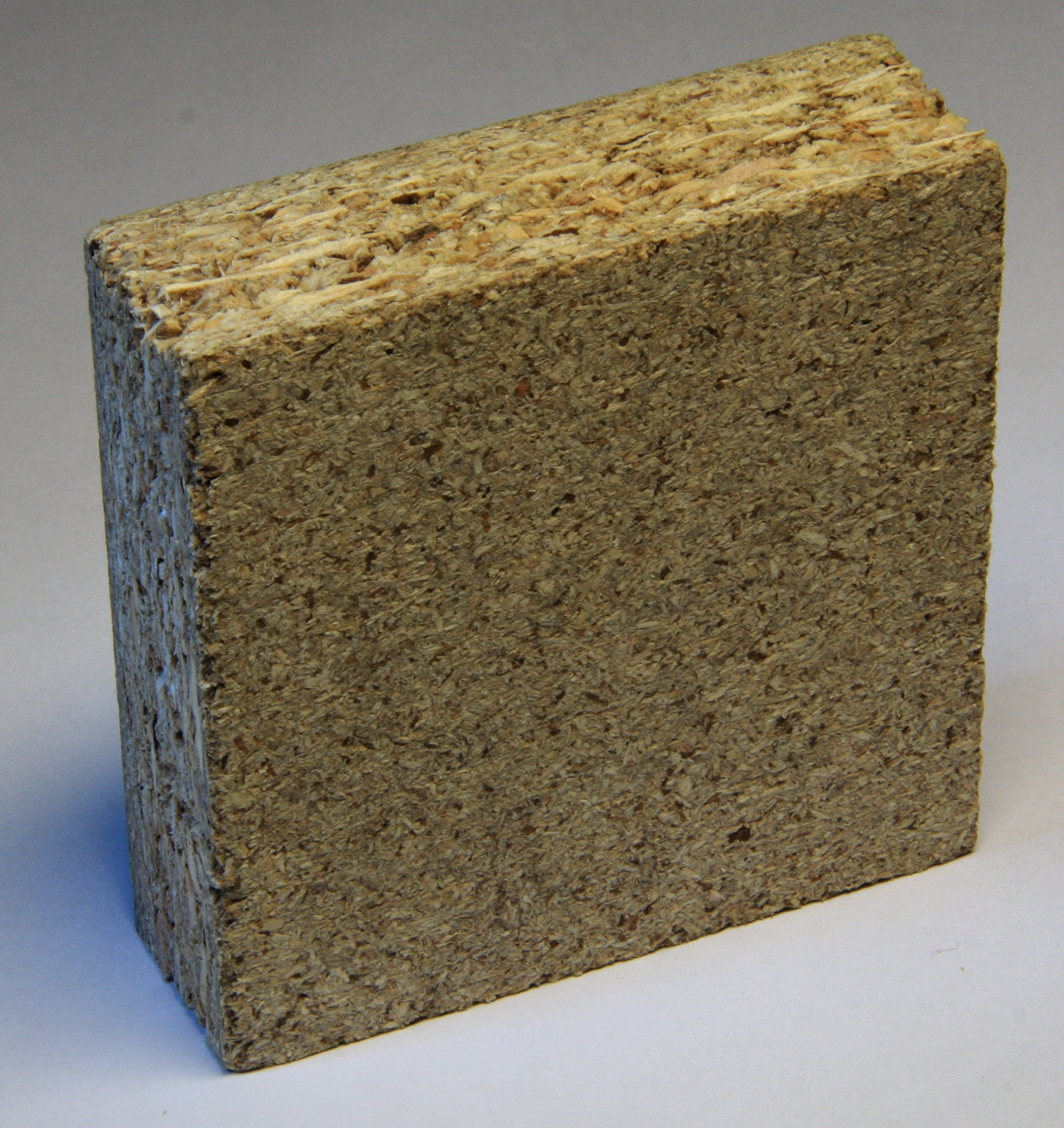
Древесно-стружечная плита

Древе́сно-стру́жечная плита́ (официальная аббревиатура — ДСтП, неофициально — ДСП) — листовой композиционный материал, изготовленный путём горячего прессования древесных частиц, преимущественно стружки, смешанных со связующим веществом неминерального происхождения с введением при необходимости специальных добавок (6—18 % от массы стружек) на одно- и многоэтажных периодических прессах 0,2—5 МПа, 120—190 °C) или в непрерывных ленточных, гусеничных либо экструзионных агрегатах.

## История
Древесно-стружечные плиты изготавливал ещё в 1930-х годах немецкий изобретатель Макс Химмельхебер. Первый коммерческий образец был изготовлен на фабрике в Бремене в 1941 году с использованием фенольных связующих и еловой крошки. Химмельхебер получил патент на современную древесно-стружечную плиту 27 января 1951 года и лицензировал свои патенты более чем 80 изготовителям.
В настоящее время плита является широко распространённым конструкционным материалом для производства мебели, применяется в строительстве и др. Годовое производство ДСтП в мире в 1978 году составляло 45 млн м³.
Изобретение плит позволило резко увеличить использование древесины: в 1930-х годах в Германии выход продукции деревообработки составлял лишь 40 % по весу от заготовленной древесины; в настоящее время отходы составляют менее 10 %.
Мировой спрос на ДСП постоянно растет, и в период с 2012 по 2016 год спрос вырос с 75 до 88 млн м³. Основными потребителями ДСП в мире являются Китай, на который приходится четверть мирового потребления ДСП, и Европа, которая потребляет еще 40 %. В 2012—2016 годах наибольший рост потребления ДСП показали Китай — 14,8 %, Северная Америка — 4,1 % и Европа — 3,5 %. В 2016 году объем производства ДСП в России составил 6,6 млн м³ при внутреннем потреблении, равном 5,2 млн м³. Экспорт ДСП увеличился на 30 % по сравнению с 2015 годом и составил 1,6 млн м³ в 2016 году. Экспорт в страны СНГ — традиционный рынок сбыта российского ДСП — составил 81 % от общего в 2016 г.

## Свойства
Плотность — 0,5—1,0 г/см³, набухание в воде — 5—30 %, предел прочности при растяжении — не менее 0,2—0,5 МПа, предел прочности при изгибе — не менее 10—25 МПа, влажность — 5—12 %.

### Размеры
Номинальные размеры плит по ГОСТ 10632-2014 «Плиты древесно-стружечные. Технические условия» и их отклонения:
| Параметр | Значение, мм         | Предельное отклонение, мм | Предельное отклонение, мм |
| -------- | -------------------- | ------------------------- | ------------------------- |
| Толщина  | >1,0 с градацией 1,0 | для шлифованных плит      | ±0,3                      |
| Толщина  | >1,0 с градацией 1,0 | для нешлифованных плит    | −0,3 …+1,7                |
| Длина    | >1800 с градацией 10 | ± 5,0                     | ± 5,0                     |
| Ширина   | >1200 с градацией 10 | ± 5,0                     | ± 5,0                     |

### Недостатки
- ДСтП класса эмиссии Е2, Е3, Е4 являются токсичными для производства мебели: связующие смолы, которые применяются при его производстве, выделяют вредный для человека формальдегид[10];
- Материал имеет ограниченную влагостойкость;
- Материал менее прочен, чем цельная или клеёная древесина.

## Применение
Применяются для изготовления корпусной, мягкой и другой мебели, строительных элементов (до широкого распространения гипсоволоконных (ГВЛ), гипсокартонных листов (ГКЛ) и ориентированно-стружечных плит (OSB) широко применялись в строительстве, в том числе в качестве опалубок, перегородок в помещениях, сухой штукатурки, в каркасно-панельном деревянном строительстве), вагонов и в производстве тары.
Плиты могут быть облицованы шпоном, бумагой, полимерными плёнками, пластиком.

## Классификация
- Конструкция: по количеству слоев ДСтП подразделяется на однослойный, трехслойный и многослойный.
- Марка: в зависимости от показателей прочности на изгиб, деформацию, водостойкость, подверженность короблению и деформации ДСтП делится на 2 марки: Р2 и Р1[8].
- Сорт: в зависимости от критериев внешнего вида плиты (трещины, сколы, окрашивание, пятна, выступы и углубления) плиты ДСтП делятся на первый сорт (дефекты не приемлемы кроме минимальных), второй сорт (допустимы крупные дефекты поверхности) и без сорта (кардинальные дефекты поверхности, используется в строительстве).
- Наружный слой: выделяются плиты с мелкоструктурной поверхностью (возможна облицовка полимерными материалами), обычной (применяется облицовка шпоном) и крупнозернистой (используется в строительстве).
- Уровень обработки поверхности: выделяется шлифованная и нешлифованная ДСтП.
- Класс эмиссии формальдегида: по содержанию в 100 г сухой плиты ДСтП свободного формальдегида выделяются классы Е05 (до 4 мг), Е1 (от 4 до 8 мг), Е2 (от 8 до 20 мг)[8].
- Водостойкость: кроме того, что плита марки Р2 обладает лучшими водостойкими свойствами (22 % деформации против 33 % у Р1 при погружении в воду на сутки), выделяется отдельный вид водостойкой ДСтП, предназначенной для производства мебели и специфических строительных работ.
- Огнестойкость: при введении в состав ДСтП антипиренов плита приобретает огнестойкие характеристики. Сейчас[когда?] на территории РФ производство данного вида ДСтП не ведется.
- Плотность: по плотности ДСтП делится на плиту малой плотности (менее 550 кг/м³), средней (550—750 кг/м³) и высокой (более 750 кг/м³).
- По способу прессования: плоское или экструзионное прессование[11].

## Разновидности ДСтП

### Плита древесно-стружечная, облицованная плёнками на основе термореактивных полимеров

Сверление отверстия в мебельной детали из ламинированной ДСтП (ЛДСтП)

Плита древесно-стружечная, облицованная плёнками на основе термореактивных полимеров (неофициальное, часто используемое сокращение — ЛДСП) — древесно-стружечная плита, произведённая на основе высококачественной ДСтП, облицованная при повышенном давлении и температуре стойкой меламиновой плёнкой и иногда (у дорогих сортов плит древесно-стружечных, облицованные плёнками на основе термореактивных полимеров) покрытая специальным лаком, устойчивым к влаге и механическим повреждениям. Ламинирование обеспечивает хороший внешний вид, высокие потребительские качества и повышает физико-механические свойства. Плита древесно-стружечная, облицованная плёнками на основе термореактивных полимеров не требует дальнейшей отделки и широко применяется для производства мебели.

### Экструзионная ДСтП
Древесные частицы в таких плитах расположены преимущественно перпендикулярно плоскости плиты, в результате чего эти плиты обладают низкой прочностью при изгибе перпендикулярно плоскости. В России производство экструзионных плит практически отсутствует. ДСтП экструзионного способа прессования делятся на трубчатые, полосовые, звукоизоляционные и противопожарные. Плиты существенно различаются по плотности, размеру, весу и стоимости. В частности, трубчатые экструзионные плиты используются при производстве межкомнатных дверей, так как имеют высокую степень звукоизоляции.